# MF 77
Le MF 77 (Metro Fer appel d'offres 1977) est un matériel roulant sur fer du métro de Paris. Équipant depuis 1978 les lignes 7, 8 et 13, il est conçu pour exploiter les longs prolongements en banlieue, avec un aménagement plus confortable et une vitesse de pointe de 100 km/h, qui n'est cependant pas exploitée par la suite. Il possède une esthétique nouvelle grâce à une forme galbée, plus large au niveau de la ceinture ; ses couleurs originelles sont le bleu roi sur les faces frontales et la toiture, ainsi que le blanc sur ses faces latérales. Il est pour cette raison d'abord surnommé le « métro blanc » par les usagers, avant de recevoir la livrée uniforme des matériels du métro, blanche et vert jade, durant les années 1990.

## Histoire

### Remplacer les Sprague
Au début des années 1970, alors que le déploiement du MF 67 a permis de rajeunir considérablement le parc, de nombreux progrès technologiques notamment dans les équipements de traction/freinage poussent la RATP à se pencher sur le projet d'un nouveau matériel à roulement sur fer. Il reste en outre à remplacer les dernières rames Sprague-Thomson roulant sur le réseau. Ce nouveau matériel doit desservir dans de meilleures conditions de confort et de rapidité les lignes 7, 8 et 13, récemment étendues vers la banlieue avec de longues inter-stations.
C'est ainsi que la RATP passe commande en juillet 1975 de nouveaux trains dénommés MF 77 auprès d'un consortium comprenant les industriels suivants :
- Alsthom et la Franco-Belge : fourniture des caisses et montage général ;
- CEM Oerlikon : fourniture des moteurs ;
- Creusot-Loire et ANF : fourniture des bogies ;
- Jeumont-Schneider : fourniture des équipements de traction.

La commande porte sur la livraison de 1 000 voitures dont 600 motrices destinées à la réalisation de 200 trains de 5 voitures. Plus tard, la commande est ramenée à 187 trains soit 935 voitures. Les premiers trains sont livrés à l'été 1978 et le premier train MF 77 entre en service voyageurs le 26 septembre sur la ligne 13 ; l'équipement total de cette ligne est terminé dès 1979. Les quelques MF 67 E en circulation sur la ligne 13 sont transférés sur la ligne 8. Les MF 67 F de la ligne 13 sont transférés sur la ligne 7, et le dernier Sprague-Thomson disparaît de la ligne 8 en juin 1980.
Après la ligne 13, les MF 77 suivants commencent à circuler le 12 septembre 1979 sur la ligne 7 puis en juin 1980 sur la ligne 8. La livraison de cette première commande s'achève en décembre 1982.
Une seconde commande de dix trains est passée le 4 février 1983 par un avenant au contrat. Ces trains, livrés en 1985 et 1986, se différencient par une commande électronique à micro-processeur (elle était analogique auparavant) et sont reconnaissables, de ce fait, à leur bruit beaucoup plus aigu au démarrage et au freinage ; ils ont commencé à circuler sur la ligne 13, puis ont été mutés sur la ligne 7 en 2002.

### Un matériel fer de seconde génération

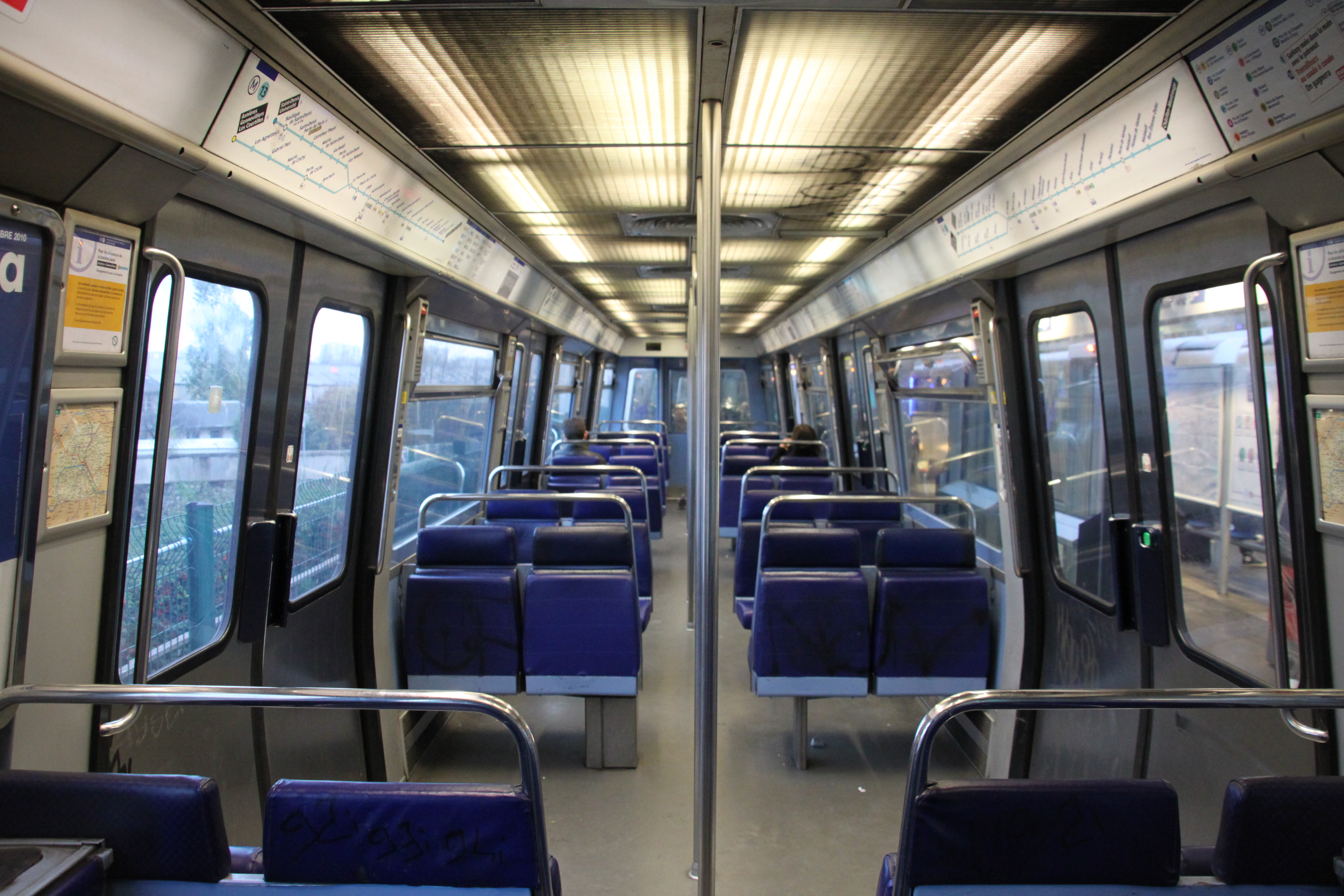
Intérieur d'un MF 77 non rénové de la ligne 13 du métro de Paris.

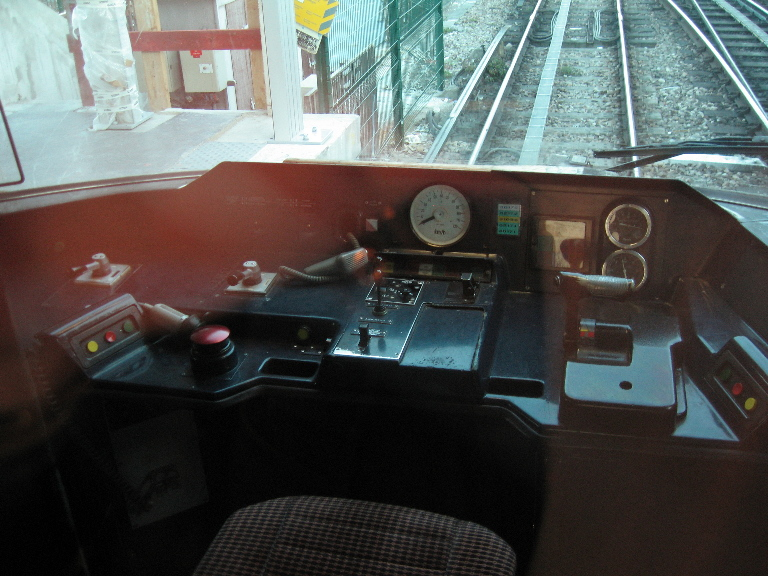
Cabine d'un MF 77 non rénové de la ligne 13 du métro de Paris.

Les matériels MF 77, destinés aux lignes longues avec des prolongements en banlieue comprenant des sections aériennes, sont conçus pour circuler à la vitesse maximale de 100 km/h. Ils offrent également de nombreux équipements permettant d'améliorer les performances et le confort des passagers, en comparaison des versions précédentes de matériels fer.
Ainsi, les voitures montées sur des bogies à suspension pneumatique offrent un meilleur confort de roulement et garantissent une hauteur constante de plancher quelle que soit la charge. Le voyageur n'a plus la sensation des roues, à l'inverse des MF 67 qui eux disposent de suspensions « métalliques ». Les MF 67 F sont toutefois équipés dès l'origine des bogies du MF 77, en fait définis dans le cahier des charges de fabrication de ce matériel, puis repris pour les futurs bogies du MF 77. La toute première livrée extérieure de ce matériel est un blanc cassé, agrémenté de bleu roi autour du pare-brise et en toiture qui vaut au MF 77 le surnom de « métro blanc ».
Une grande partie des caractéristiques du MF 77 est issue de suggestions recueillies auprès des voyageurs. Cela a notamment conduit à la création des « coins-salon » en bout de voiture, à l'éclairage particulièrement réussi bien que de très faible coût et à la présence de mini-plans de métro près des portes. Les sièges en mousse, de couleur bleue, sont confortables, mais sont cependant moins robustes que des sièges avec un cadre rigide. À défaut d'intercirculation, les faces des voitures en regard sont largement vitrées, ce qui donne une impression d'espace en permettant de voir l'intégralité de la rame de l'intérieur.
Pour la première fois dans le métro parisien, les voitures n'ont plus que trois grandes portes par face, au lieu des quatre plus petites habituelles, ceci dans le but de lutter contre l'« effet entonnoir » des voyageurs devant les portes sur le quai. Cela diminue également le nombre de places assises, mais permet une place bien plus importante pour les jambes.

## Caractéristiques

### Caractéristiques extérieures
Les MF 77 ont été les premiers trains de la RATP de forme galbée. Cette forme permet de gagner six centimètres en gabarit à hauteur d'épaules des voyageurs assis, ce qui améliore le confort intérieur. Les caisses, dotées sur chaque face de trois portes à effacement total, laissent apparaître de larges ouvertures de 1,575 mètre permettant le passage simultané de deux personnes, facilitant ainsi les échanges voyageurs. Les grandes baies vitrées de 1,97 mètre et les parois vitrées en bout de train offrent une bonne continuité visuelle entre les voitures et une sensation d'espace accrue. Les motrices ont une longueur de 15,47 mètres et les remorques mesurent 15,50 mètres, ce qui donne des trains d'une longueur totale de 77,41 mètres. Ceci a obligé, pour les stations dont la longueur est de 75 mètres, à la création de niches ou de courtes banquettes en tunnel afin d'y fixer les équipements destinés à la conduite des trains. Les rames perdent leur livrée blanche d'origine entre 1992 et 1995, remplacée par un pelliculage vert jade et blanc aux couleurs de la nouvelle charte graphique de la régie. Les éléments ayant servi pour la rame expérimentale Boa ont eux aussi reçu la livrée vert jade.

### Caractéristiques intérieures
Les couleurs à l'intérieur des trains (les bleus des sièges et des parois et les blancs cassés des plafonds et sols) ont fait l'objet d'études esthétiques et d'une enquête auprès des voyageurs.
L'ensemble des trains MF 77 dispose d'une ventilation forcée à vitesse variable et à régulation électronique et de radiateurs à commande thermostatique apportant une source de chaleur indispensable en hiver sur les portions aériennes des lignes sur lesquelles ils circulent.

### Fiche technique
À Paris, trois lignes sont équipées de MF 77 : les lignes 7, 8 et 13. Une quatrième ligne, la ligne 7 bis, reçoit deux rames (no 31030 et 31033) pendant quelques jours en janvier 1986, à la suite d'un déraillement d'une de ses rames. Les 197 rames sont livrées en configuration à 5 voitures (M+B+NA+B+M). Les motrices avec loge de conduite, désignées M, pèsent 29,5 tonnes ; les remorques, désignées B, pèsent 21,4 tonnes et les motrices sans loge, nommées NA, pèsent 29 tonnes à vide[réf. nécessaire].

#### Dimensions
- Longueur des voitures motrices : 15,47 m
- Longueur des voitures intermédiaires : 15,50 m
- Longueur totale d’une rame en formation : 5 voitures, 77,41 m
- Largeur des véhicules : 2,46 m
- Hauteur d’une voiture au-dessus du rail de roulement : 3,46 m
- Hauteur du plancher au-dessus du rail de roulement : 1,045 m
- Distance entre les axes de deux bogies d’une même voiture : 10 m
- Empattement du bogie moteur : 2,2 m
- Diamètre des roues neuves / usées : 860 mm / 790 mm
- Masse d’un train à 5 voitures : 130,8 t
- Masse en charge à 4 passagers/m2 : 181,34 t
- Nombre de portes : 3 par face de type louvoyantes coulissantes
- Largeur des portes après ouverture : 1,575 m

#### Caractéristiques d'exploitation
- Nombre de places assises / debout (4 pax/m2) :
  - motrice M : 45 / 117 ;
  - motrice NA : 52 / 120 ;
  - remorque B : 52 / 120 ;
  - soit un total de 722 places par rame.
- Vitesse maximum théorique : 100 km/h
- Accélération moyenne jusqu’à 38 km/h : 0,81 m/s2
- Décélération moyenne : −1 m/s2

#### Équipement de traction et de freinage
Le MF 77 est le premier matériel métro de la RATP embarquant massivement de l'électronique de puissance afin d'assurer les fonctions de traction et de freinage.
Les fonctions de traction, freinage, récupération d'énergie et réversibilité de la rame sont gérées grâce au commutateur électronique séquentiel d'alimentation et de régénération (KESAR). Chaque motrice embarque un KESAR pour alimenter deux moteurs à courant continu. Ce système comprend deux hacheurs de courant à thyristors en parallèle, des cartes logiques (remplacées par des microprocesseurs sur les dernières rames livrées) permettant de piloter les hacheurs et gérer la réversibilité de la rame. Le hacheur permet d'effectuer les fonctions de traction et de freinage à récupération. Les différentes cartes logiques permettant le pilotage du hacheur sont logées dans des racks sous les caisses motrices, ce qui permet de faciliter leur remplacement. Les thyristors sont refroidis par air de façon naturelle avec des radiateurs assurant un refroidissement passif.
L'utilisation du hacheur a permis de réduire la température par rapport aux matériels utilisant des rhéostats (Sprague Thomson, MF 67 par exemple), l'économie des sabots de frein par l'utilisation du moteur comme système de freinage, mais également des économies d'énergie par le renvoi dans le troisième rail de l'énergie récupérée,.

##### Caractéristiques du hacheur
- Puissance maximum : 750 kW
- Fréquence de pilotage nominale : 300 Hz (possibilité de réaliser des essais à puissance réduite à 3 Hz pour le dépannage)
- Fréquence de coupure du filtre d’entrée (filtre passe-bas) de 37,2 Hz
- Shuntage continu par thyristors
- Freinage électrique à récupération jusqu’à une vitesse décroissante de 3,5 km/h
- Amorçage de la génératrice en freinage par auto excitation
- Freinage par récupération conjugué au freinage mécanique
- Commutateur traction / freinage réalisé à l’aide de thyristors et de diodes
- Thyristor principal : VRRM = 1 800 V, ITAVM = 800 A, tq = 40 µs
- Transmission de consigne traction / freinage par deux boucles de courant à commande continue
- Régulation à amplificateur opérationnel en proportionnel-intégral indépendante sur les deux phases

##### Définition du moteur de traction type MF5
- Régime continu plein champ
- Puissance : P = 266 kW
- Tension : U = 720 V
- Courant : I = 400 A
- Vitesse : n = 3 055 tr/min pour une vitesse du train de 100 km/h
- Masse : 1,5 tonne
- Moteur compensé  et auto ventilé avec un taux de shuntage minimum de 5 % et maximal de 76 %

##### Caractéristiques électriques
- Alimentation nominale : 750 V
- Plage d’alimentation admissible : 450 V à 900 V
- Groupe tournant de 20 kVA fournissant une moyenne tension de 250 V / 250 Hz
- Basse tension de commande : 79 V

##### Caractéristiques mécaniques
Chaque rame comprend deux compresseurs qui délivrent chacun 1 200 litres d'air par minute à la pression de 7,5 bars. Cet air est séché dans un système à dessiccateur. Les bogies sont monomoteurs à suspension secondaire pneumatique asservie à la charge. Le freinage à commande électro-pneumatique est assuré par des freins à disques et à sabots.

## Parc
Le parc est constitué de 195 rames (y compris celles en cours de rénovation) : 68 rames pour la ligne 7, 62 pour la ligne 8 et 65 pour la ligne 13.
Toutes les rames de la ligne 13 ont été rénovées de janvier 2007 à novembre 2011. Comme cette ligne n'avait besoin que de 66 trains pour son fonctionnement, les rames 001, 002 et 003 ont par la suite été transférées sur la ligne 8 en échange des rames 099 et 112, et les rames 019G, 032, 067 et 086 ont été transférées sur la ligne 7 en échange des rames 014G, 094, 115 et 159.

## Rénovations

### Ligne 13

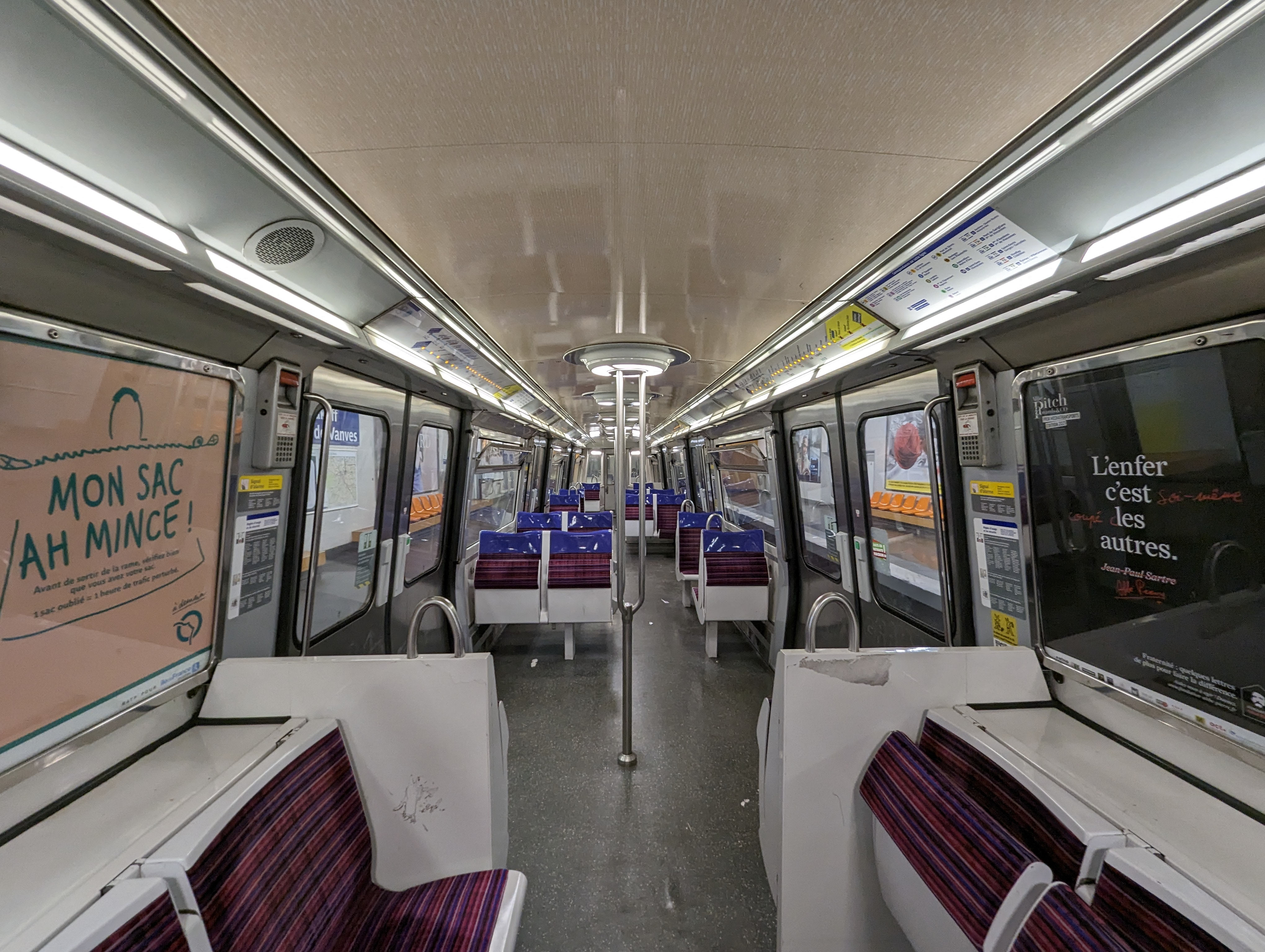
Intérieur rénové d'un MF77 de la ligne 13 du métro de Paris.

À partir de 2007, les MF 77 de la ligne 13, alors âgés d'environ vingt-cinq à trente ans, ont commencé à subir un programme de rénovation profond, notamment sur l'aménagement intérieur afin de gagner de la place pour faire face aux saturations permanentes dont est victime cette ligne. À cette occasion, ces rames perdent également les indicateurs de direction (affichant une lumière bleue pour celles en direction de Saint-Denis et une lumière jaune pour celles en direction d’Asnières - Gennevilliers). Ces indicateurs, présents à l'extérieur comme à l'intérieur des rames, ont été remplacés par la mise en place du dispositif d'annonces sonores et visuelles automatiques (ASVA) comprenant un plan de ligne lumineux et des annonces sonores. Le plafond en résilles a été remplacé par un plafond plein et l'ancien éclairage tamisé est remplacé par un nouveau plus puissant qui s'effectue de manière réfléchie sur celui-ci. Les anciens ventilateurs d'aération sont remplacés par un nouveau système de ventilation réfrigérée plus moderne et plus performant. Les parois sont devenues blanches et les sièges bleus en cuir ont été remplacés par des sièges anti-lacération neufs plus larges, ce qui réduit cependant le nombre de places assises en passant d'une disposition de sièges de 2+2 à 2+1.

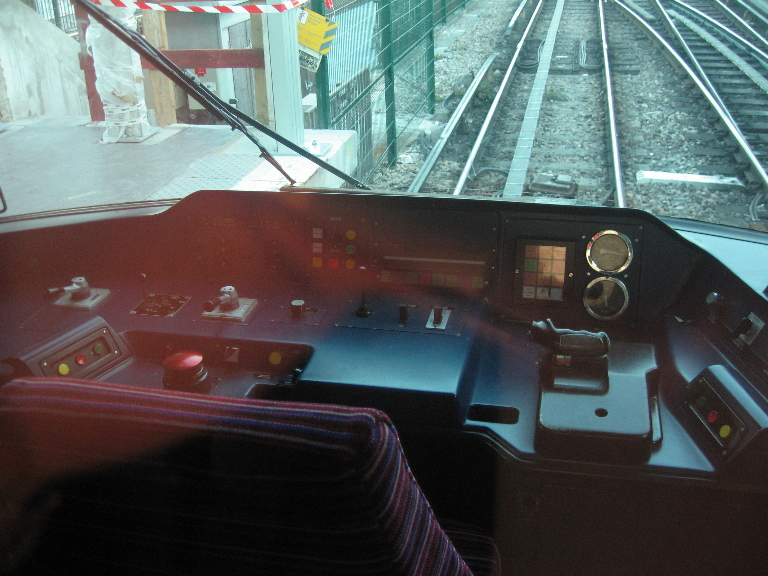
Cabine d'un MF 77 rénové de la ligne 13 du métro de Paris.

Le « coin salon », caractéristique de ce matériel, a également été modifié et trois des six sièges ont été remplacés par trois strapontins, afin de gagner de la place supplémentaire en cas de forte affluence. La capacité est ainsi accrue de 5 %.
Des nouveaux phares à LED plus puissants que les anciens à incandescence sont également présents ainsi qu'un nouvel afficheur sur les faces avant des trains.
Côté technique, les coffres électriques à onduleurs ont été remplacés.
La première rame rénovée est entrée en service le 17 janvier 2007 et le dernier MF 77 rénové est entré en service en septembre 2011, après plus de cinq ans de retard sur le calendrier prévisionnel.
Initialement, le programme de rénovation des MF 77 portait sur les 196 rames en circulation, la ligne 13 ayant été la première à en bénéficier notamment afin de gagner de la place à l'intérieur des rames qui devait être prioritaire en raison de la forte affluence de cette ligne. Ensuite, ce programme devait être étendu à la ligne 8, puis en dernier à la ligne 7 dont la moitié du parc est constitué des rames les plus jeunes. Mais, par suite des retards engendrés par cette rénovation, la RATP ne semblait plus décidée à faire rénover les 130 rames restantes qui sont présentes sur les lignes 7 et 8 ; en effet, leur réforme approche à grands pas et AnsaldoBreda, la société qui rénovait les MF 77 de la ligne 13, a été placée en liquidation judiciaire, ce qui laisse incertaine, pour le moment, la suite du programme de rénovation.
Toutefois lors du conseil du Syndicat des transports d'Île-de-France (STIF) du 7 octobre 2015, certains élus ont émis le souhait que les rames des lignes 7 et 8 soient rénovées ce qui ouvre une possible rénovation de celles-ci dans les années à venir, un appel d'offres ayant été émis par la RATP en collaboration avec le STIF.

### Lignes 7 et 8
Le 11 janvier 2017, le conseil du STIF a voté une subvention d'un montant de 29,555 millions d'euros pour le financement, à hauteur de 50 %, de la rénovation des rames MF 77 de la ligne 7 et de la ligne 8 du métro. Le STIF demande à la RATP que les travaux soient achevés au plus tard à la fin de l'année 2022 pour l'ensemble des rames de la ligne 7.
En 2017, la RATP a choisi l’entreprise ACC Ingénierie et Maintenance comme titulaire du marché de rénovation des rames MF 77 de la ligne 7 et de la ligne 8 du métro de Paris. Leur nouvel aménagement offrira aux voyageurs une ambiance avec des couleurs plus modernes et un éclairage amélioré. Le coût initial, d’un montant d’un peu plus de 50 millions d’euros sur cinq ans, comprend :
- dès 2017, une remise à niveau technique de 15 rames de la ligne 8, dont notamment le remplacement des planchers et des travaux de rénovation technique ;
- à partir de l’été 2018, la même remise à niveau pour les 71 rames de la ligne 7 avec rénovation des espaces voyageurs et remise à neuf de leur aménagement intérieur[17].

Le 6 avril 2017, les premières rames à rénover (dont la rame 067) sont arrivées aux Ateliers de construction du Centre (ACC) à Clermont-Ferrand.
Depuis le 11 décembre 2018, circule sur la ligne 7, la première rame rénovée comprenant un aménagement intérieur complètement remis à neuf en ce qui concerne les sièges, l'éclairage et la signalétique. Extérieurement, elle est dotée de la livrée Île-de-France Mobilités, grise, blanche et bleu clair.

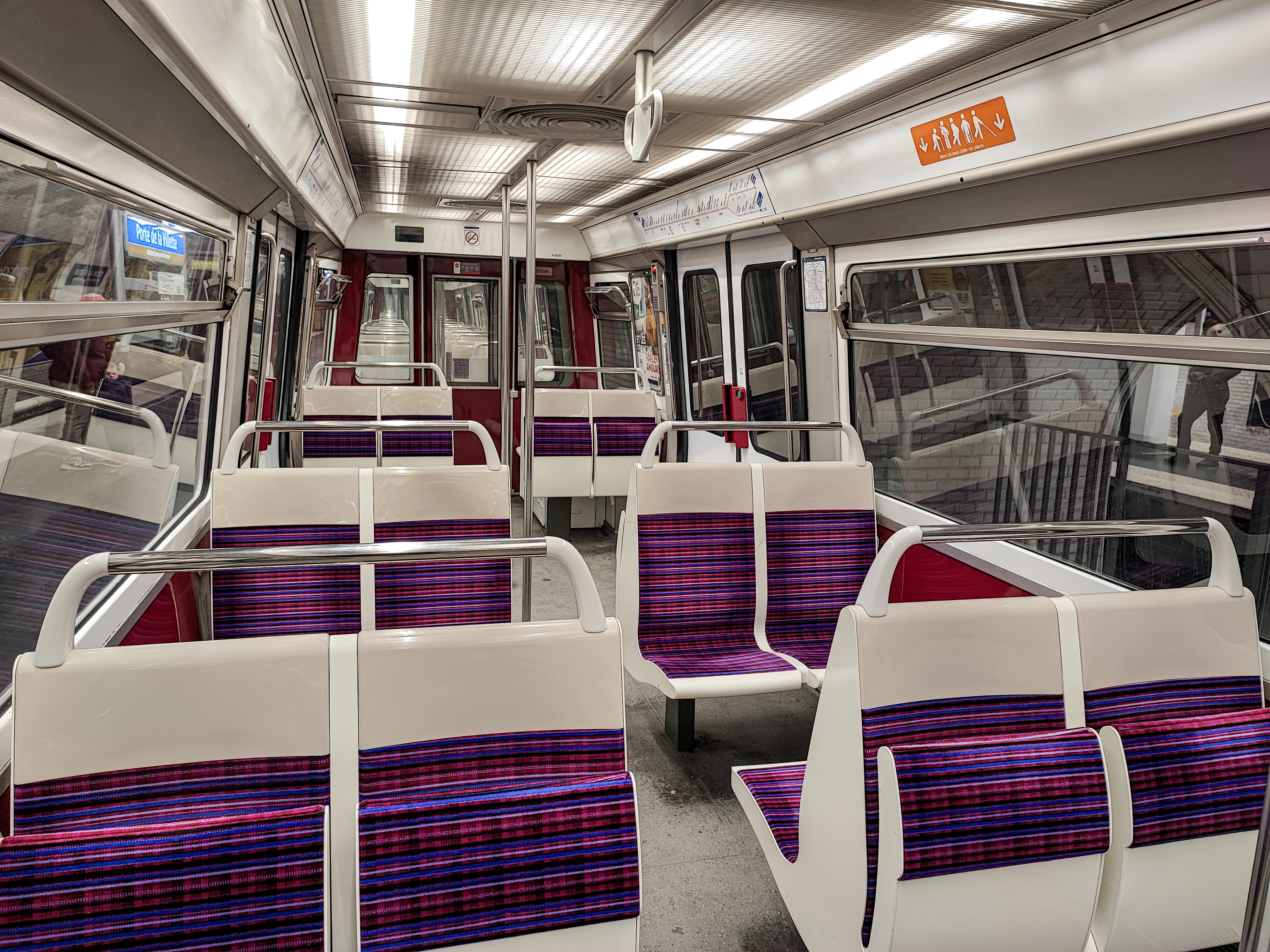
Intérieur d'un MF 77 rénové sur la ligne 7 du métro de Paris.

Cette rénovation légère porte principalement sur une perception modernisée de l'espace voyageurs en attendant le remplacement programmé par le MF 19. Les tons dépassés à base de bleu laissent place à des couleurs plus claires et actuelles à base de blanc et de rouge. Cette rénovation légère porte sur plusieurs points.
- Éclairage par le plafond : contrairement aux rames rénovées de la ligne 13, le plafond en résille métallique d’origine est conservé. L'éclairage est en revanche renouvelé avec des tubes LED de type T8 plus lumineux et économes en énergie, en remplacement des anciens tubes fluorescent de type T12.
- Sol : remplacement du revêtement de sol.
- Portes : pelliculage plastifié blanc au lieu de l'aluminium brut (trop exposé aux tags à l'acide) + remplacement des seuils de porte pour faciliter les mouvements des portes[21].

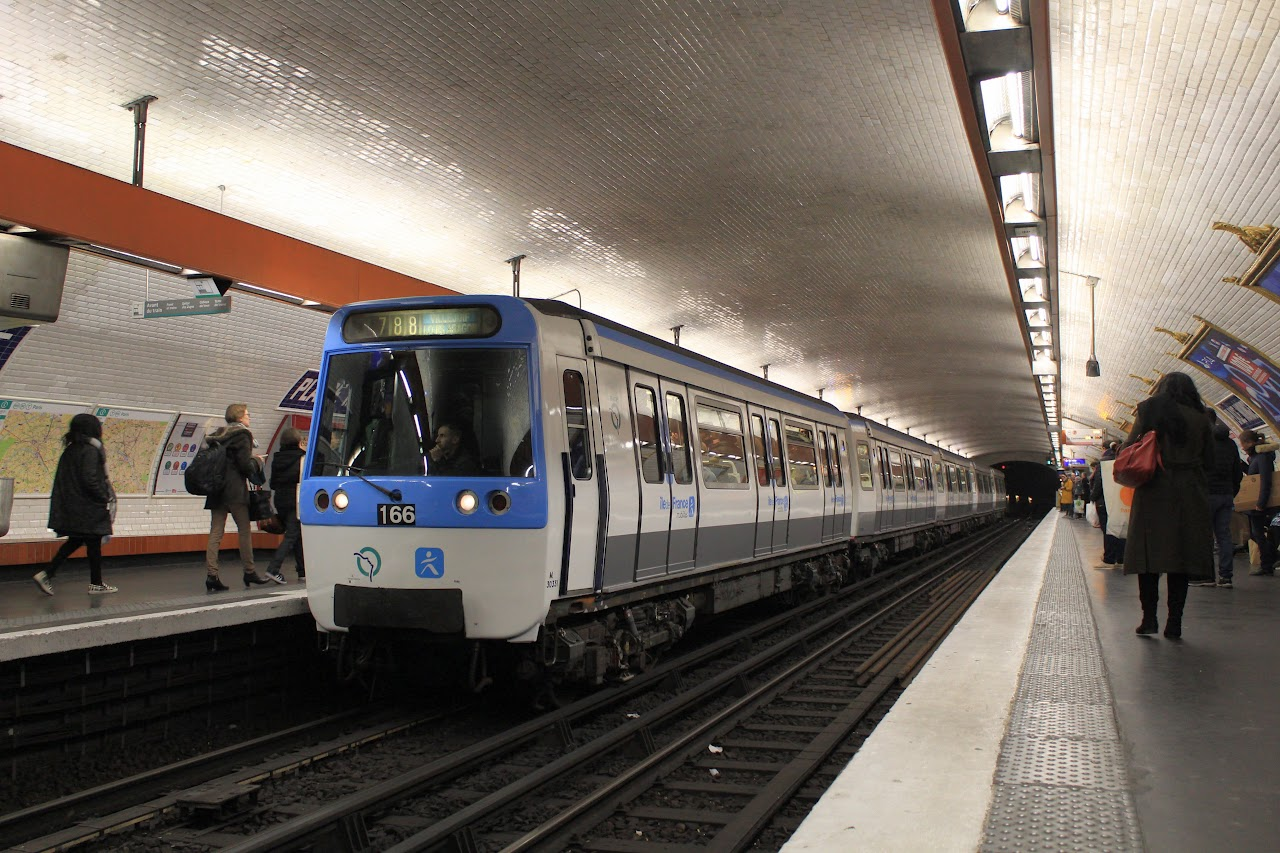
MF 77 rénové no 31166 arborant la nouvelle livrée Île-de-France Mobilités sur la ligne 7 du métro de Paris.

- Parois : nouveau pelliculage avec abandon du bleu pour du rouge foncé (en partie basse et aux extrémités) et blanc cassé (dans le restant de la rame).
- Assises centrales : les tissus choisis sont identiques aux rames précédemment modernisées sur la ligne 13. Ils conservent en revanche leur disposition 2+2, contrairement aux sièges extra-larges des rames de la ligne 13 qui sont devenus en disposition 2+1.
- Assises d'extrémité : le coin salon, typique du MF 77 à l'extrémité des caisses, conserve ses sièges fixes de chaque côté, alors que les rames rénovées de la ligne 13 disposent d'une rangée de sièges fixes d'un côté, et d'une rangée de strapontins de l'autre.
- Livrée extérieure : la livrée vert jade et blanche RATP est abandonnée au profit de la livrée IDF Mobilités avec face avant blanc et bleu en contours du pare-brise, le reste de la rame étant blanc avec un large liseré gris horizontal en bas de caisse, et un fin liseré bleu clair tout en haut de caisse.
- Équipement du KASTR (Commutateur d'ASservissement TRaction) : sécurité qui empêche le départ du train si toutes les portes ne sont pas fermées[22].
- Équipement de l'EPE (Enregistrement des Paramètres d'Exploitation) : enregistreur numérique des paramètres du train en circulation (équivalent des boîtes noires en aéronautique) en lieu et place des enregistreurs sur bande graphique[23].

Contrairement aux rames rénovées de la ligne 13, cette rénovation n'ajoute pas l'ASVA et ne retire pas les indicateurs intérieurs et extérieurs de direction (affichant une lumière jaune pour les trains en direction d'Ivry, et une lumière bleue pour ceux en direction de Villejuif). Les rames conservent leurs ventilateurs d'aération d'origine, sans système de ventilation réfrigérée ni système de climatisation.
Depuis leur mise en service, trois livrées auront existé pour les MF 77 : leur livrée d'origine (bleu roi et blanc), la livrée RATP (vert jade et blanc), et la livrée d'IDF Mobilités (bleu clair, gris et blanc).
La ligne 8 est la dernière à connaître la rénovation de son parc à compter de 2023, dans la continuité de chaîne de rénovation des rames de la ligne 7. Il s'agit d'une rénovation légère analogue à celle des trains de la ligne 7, comprenant la remise à niveau technique et la rénovation commerciale. Elle concerne 44 des 59 trains de la ligne, en excluant les 15 trains ayant fait l'objet des remise à niveau technique en 2018. La rénovation commerciale de ces 15 premières rames sera envisagée ultérieurement suivant le calendrier du remplacement du MF 77 par le MF 19, prévu entre 2029 à 2032.

## Remplacement par le MF 19
Le remplaçant du MF 77 sera le MF 19. Ce matériel, prévu pour être déployé à partir de 2025, remplacera, outre les MF 77, les matériels fer comme les MF 67 restants et MF 88,. À l'occasion de ce changement de matériel roulant, une version à conduite automatique du MF 19 serait déployée sur la ligne 13 à l'horizon 2027,. La ligne 7 aura à ce moment-là bénéficié d'une rénovation complète de son parc de MF 77, ainsi que la ligne 8, dont la rénovation des trains est en cours depuis 2023. Ces deux lignes seront équipées ultérieurement du MF 19.
Le calendrier de remplacement par le MF 19 est le suivant, :
- 2027 : ligne 13 ;
- 2029 : ligne 8 ;
- 2033 : ligne 7.